# Гельмут фон Ільземанн
Гельмут фон Ільземанн (нім. Helmuth von Ilsemann; 18 грудня 1891, Алленштайн — 29 вересня 1957, Кельн) — німецький офіцер, генерал-майор вермахту. Кавалер Німецького хреста в золоті.

## Біографія
Молодший з чотирьох синів генерал-лейтенанта Прусської армії Карла фон Ільземанна і його дружини Текли, уродженої фон Гаммерштайн-Екворд. Старшими братами Гельмута були ад'ютант імператора Вільгельма Зігурд фон Ільземанн, гауптман Прусської армії Ервін фон Ільземанн (1886–1952) і генерал-майор вермахту Іван фон Ільземанн.
26 березня 1912 року вступив в Прусську армію, служив в артилерії. Учасник Першої світової війни. Після демобілізації армії залишений в рейхсвері. 31 березня 1934 року вийшов у відставку. 24 серпня 1939 року призваний на службу. З вересня 1939 року — командир батальйону запасного артилерійського полку «Мюнхен», з 1 грудня 1941 року — 333-го, з 1943 по 1 грудня 1944 року — 367-го артилерійського полку, з 1 січня по 2 травня 1945 року — 122-го артилерійського командування (артилерійські частини 1-го парашутного корпусу). 7 травня 1945 року взятий в полон американськими військами. 31 березня 1947 року звільнений.

## Звання
- Фанен-юнкер (26 березня 1912)
- Фенріх (19 листопада 1912)
- Лейтенант (19 серпня 1913)
- Оберлейтенант (5 жовтня 1916)
- Гауптман (1 березня 1924)
- Майор запасу (31 березня 1934)
- Майор (24 серпня 1939)
- Оберстлейтенант (1 липня 1942)
- Оберст (1 лютого 1943)
- Генерал-майор (20 квітня 1945)

## Нагороди
- Залізний хрест 2-го і 1-го класу
- Орден Альберта (Саксонія), лицарський хрест 2-го класу з мечами
- Медаль «За відвагу» (Гессен)
- Хрест «За військові заслуги» (Брауншвейг) 2-го класу
- Почесний хрест ветерана війни з мечами
- Медаль «За вислугу років у Вермахті» 4-го, 3-го і 2-го класу (18 років)
- Застібка до Залізного хреста 2-го і 1-го класу
- Німецький хрест в золоті (17 вересня 1944)